# Karel Biňovec
Karel Biňovec (23. října 1924 Praha – 30. června 1991 Ostrava) byl český spisovatel, žurnalista, režisér a disident.

## Život
Karel Biňovec se narodil v Praze. Za druhé světové války byl totálně nasazen v Avii v Letňanech. Vystudoval klasické gymnázium a následně v roce 1951 režii a činoherní herectví na Divadelní fakultě Janáčkovy akademie múzických umění v Brně. Byl režisérem v divadle v Teplicích a v Novém Boru, vedoucím redaktorem podnikového časopisu v Opavě a vedoucím programového oddělení vítkovického Domu kultury. Koncem 60. let byl redaktorem literární redakce v ostravském studiu Československého rozhlasu. V srpnu 1968 ostravský rozhlas řídil. V roce 1969 byl vyloučen z KSČ, z rozhlasu musel odejít a pracoval pak až do důchodu v městské knihovně v Ostravě. Po roce 1970 byl zakázaným autorem, publikovat mohl jen v samizdatu a exilu. Fejetony pravidelně vysílala rozhlasová stanice Svobodná Evropa, byl členem redakční rady časopisu Alternativa, pravidelně přispíval do měsíčníku Severomoravská pasivita. Jeho dílo tvoří především fejetony, eseje a poezie. Jako jeden z mála lidí v Ostravě byl v 80. letech aktivní v disentu, signatář Charty 77 a manifestu Hnutí za občanskou svobodu. V říjnu 1989 se stal spoluautorem petice za přejmenování tehdejšího náměstí Lidových milicí na Masarykovo náměstí. Od roku 1990 byl poslancem České národní rady.

## Dílo
- Zpěvy levicového oportunisty, poezie – samizdat, edice Libri prohibiti
- Předjaří, poezie – samizdat, edice Libri prohibiti
- Stín, 1989, poéma – samizdat, vlastním nákladem
- Slova do pranice, 1990, fejetony – nakl. Novinář, ISBN 80-7077-600-5